# 李绍先
李绍先（1954年—），男，山西太原人，祖籍山西榆社，中华人民共和国中东问题专家。

## 生平
1979年到1983年，在山西大学历史系学习。后获国际关系学院硕士学位。曾任中国现代国际关系研究院副院长、研究员、博士生导师，第三世界研究中心主任，国际舆论研究室主任。2014年12月19日，中国阿拉伯研究院在宁夏大学宣告成立，李绍先任院长，杨圣敏任学术委员会主任。

## 著作
- 李绍先、王灵桂，一脉相传阿拉伯人，时事出版社，1997年
- 安维华、李绍先、陈建民 主编，海湾寻踪，时事出版社，1997年
- 中国现代国际关系研究所第三世界研究中心，APEC首脑人物，时事出版社，2002年